# Sus años dorados
Sus años dorados és una pel·lícula espanyola del 1980, la segona pel·lícula dirigida per Emilio Martínez-Lázaro, i protagonitzada per Patricia Adriani i Marisa Paredes. Tracta sobre la marginació de la joventut urbana a començaments de la dècada del 1980. Fou estrenada al cinema Alphaville de Madrid després de ser projectada al I Festival Internacional de Cinema de Sevilla.

## Sinopsi
María és una dona jove i atractiva que perd el seu treball. Coneix a Luis, que també està a l'atur però compta amb el suport de la seva esposa. Luis vol començar una relació amb María però ella no vol, ja que prefereix estar amb els amics de Luis.

## Repartiment
- José Pedro Carrión ... Luis
- Patricia Adriani... María
- Marisa Paredes... Carmen
- Luis Politti ... Fermín
- Pep Munné... Miguel
- Mireia Ros... Lola
- Agustín González... El cap
- Roberto Camardiel... El vell
- Eduardo Calvo... El pare
- Francisco Merino... L'amic
- Antonio Gamero... L'oficinista
- Walter Vidarte... Kaminsky
- Queta Ariel ... La senyora
- Juan Jesús Valverde... Germán

## Premis
- 25a edició dels Premis Sant Jordi de Cinematografia a la millor interpretació en pel·lícula espanyola per Patricia Adriani (1980).[3]